# Culpabilitat (penal)

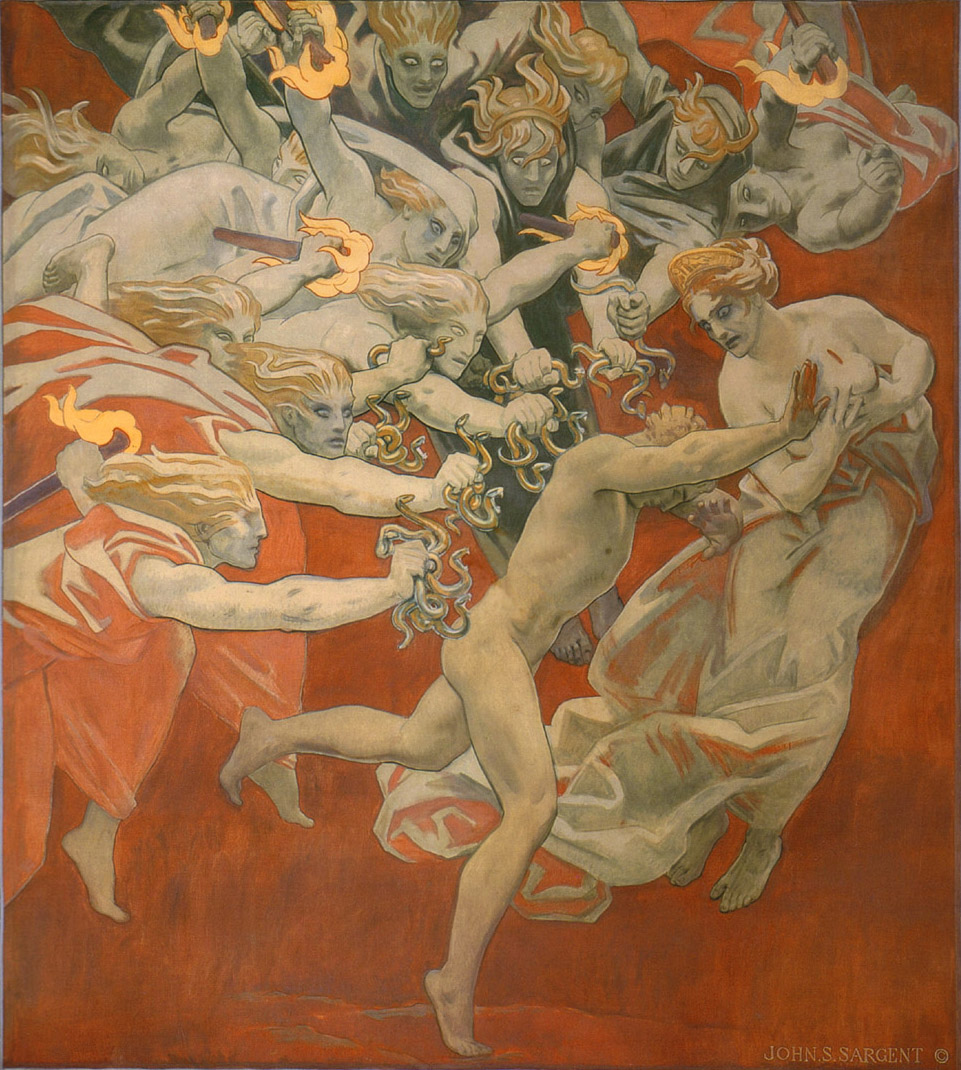
Orestes perseguit per les Fúries - John Singer Sargent, 1921. Representació de la culpabilitat d'Orestes per haver assassinat la seva mare Clitemnestra.

La culpabilitat, en dret penal, és el judici d'imputació personal, és a dir, suposa la reprotxabilitat del fet ja qualificat com a típic i antijurídic, fundada en el desacatament de l'autor davant del dret per mitjà de la seva conducta, mitjançant la qual menyscaba la confiança general en la vigència de les normes. Per al culpable té la conseqüència de la imposició d'una pena i l'obligació de respondre dels perjudicis causats. El problema de la culpabilitat és central en el dret penal, ja que determina finalment la possibilitat d'exercici de l'ius puniendi.
Sota la categoria de la culpabilitat, com a últim element de la teoria del delicte, s'agrupen totes aquelles qüestions relacionades amb les circumstàncies específiques que van concórrer a la persona de l'autor en el moment de la comissió del fet típic i antijurídic.
El grau de culpabilitat està en relació al tram recorregut en el camí del delicte, a si la participació és directa o no, i també depèn de les circumstàncies que hi concorren.
La configuració de la culpabilitat, en la teoria del delicte, exigeix la personalitat de les penes; és a dir, que s'impedeix castigar a algú per un fet aliè. Sobre la base d'aquest principi, només es poden imposar penes o mesures de seguretat a qui hagi realitzat el fet típic i antijurídic.